# Big Generator
Big Generator este al doisprezecelea album de studio al formației britanice de rock progresiv Yes. A fost lansat în septembrie 1987 prin Atco Records și a continuat direcția pop-rock pe care formația a adoptat-o începând cu albumul 90125. Albumul s-a clasat pe locul 15 în Statele Unite și pe locul 17 în Regatul Unit.

## Istoric
Un album care a trecut printr-un proces foarte laborios de realizare, sesiunile de înregistrări la Big Generator s-au întins pe doi ani, în mare parte datorită diferențelor creative. Chitaristul Trevor Rabin dorea să dezvolte sunetul pe care formația l-a adoptat pentru albumul 90125 în vreme ce solistul vocal și fondatorul Jon Anderson dorea ca formația să revină la sunetul tradițional Yes. Trevor Horn, care a avut o contribuție importantă în succesul albumului precedent, a luat parte la primele sesiuni de înregistrări dar a părăsit proiectul după câteva luni datorită inabilității sale de a se înțelege cu claviaturistul Tony Kaye. Într-un interviu din 2011 pentru LineaRock Italy Anderson a declarat că Horn i-a spus lui Anderson să nu mai vină la repetiții și înregistrări timp de trei luni pentru ca Horn să poată scrie melodii cu ceilalți membri. Formația a înregistrat melodia "Shoot High, Aim Low" în Italia, s-a mutat la Londra pentru a înregistra melodia "Rhythm of Love" și a revenit la Los Angeles pentru a înregistra restul melodiilor. După plecarea lui Horn Rabin și-a asumat rolul de producător.
A rezultat un album care a înregistrat un succes din punct de vedere comercial, două melodii clasându-se în Top 40 în Statele Unite: "Love Will Find a Way" (care a ocupat prima poziție în topul Mainstream Rock) și "Rhythm of Love" (ultimul lor single Top 40). Albumul nu a fost la fel de popular ca 90125 și, deoarece considera că formația se îndrepta spre o direcție pe care el nu dorea să o urmeze, Jon Anderson a început să lucreze la alte proiecte după finalizarea turneului de promovare în 1988, inclusiv o reuniune cu foștii săi colegi de formație din anii 1970 în proiectul Anderson Bruford Wakeman Howe.

## Lista de melodii
1. "Rhythm of Love" (Kaye/Rabin/Anderson/Squire) - 4:47
2. "Big Generator" (Rabin/Kaye/Anderson/Squire/White) - 4:33
3. "Shoot High, Aim Low" (White/Kaye/Rabin/Anderson/Squire) - 7:01
4. "Almost Like Love" (Kaye/Rabin/Anderson/Squire) - 4:58
5. "Love Will Find a Way" (Rabin) - 4:50
6. "Final Eyes" (Rabin/Kaye/Anderson/Squire) - 6:25
7. "I'm Running" (Rabin/Squire/Anderson/Kaye/White) - 7:37
8. "Holy Lamb" (Anderson) - 3:19

## Componență
- Jon Anderson - solist vocal
- Trevor Rabin - chitară, claviaturi, vocal
- Tony Kaye - orgă, pian, sintetizatoare
- Chris Squire - chitară bas, vocal
- Alan White - tobe, percuție